# Bądź odważny!

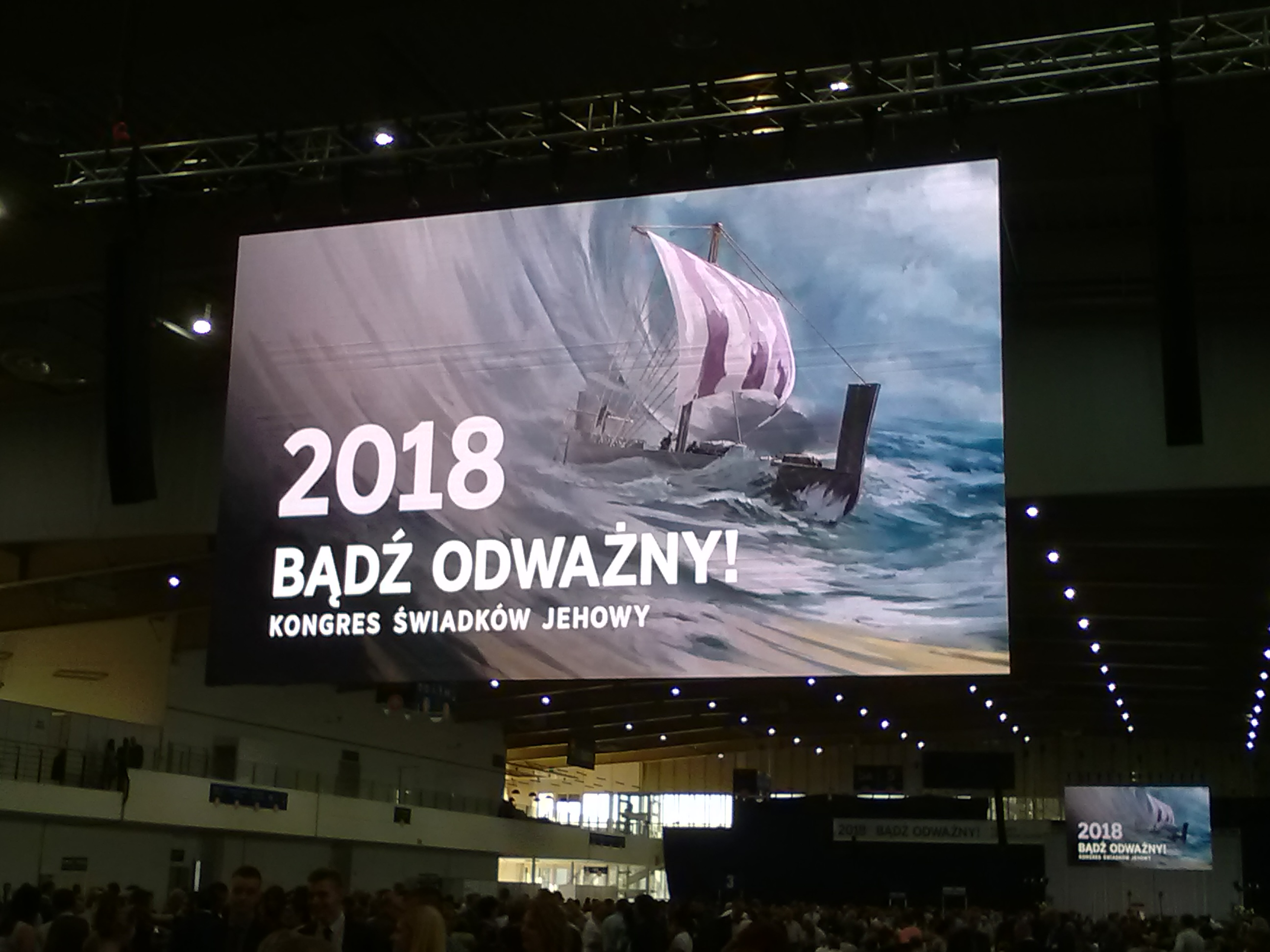
Hasło kongresowe „Bądź odważny!” wyeksponowane na telebimie w Poznaniu (2018)

Bądź odważny! – ogólnoświatowa seria trzydniowych kongresów (dużych spotkań religijnych), zorganizowanych przez Świadków Jehowy. Kongresy rozpoczęły się w maju 2018 roku na półkuli północnej, a zakończyły się w grudniu 2018 roku na półkuli południowej. W trakcie serii zgromadzeń (spotkań) odbyło się 7 kongresów specjalnych o zasięgu międzynarodowym w 7 krajach świata oraz mniejsze, kongresy regionalne w przeszło 180 krajach w 343 językach.
Hasło kongresu zaczerpnięto z biblijnej Księgi Jozuego 1:9 „Bądź odważny!” (NW). Program kongresu kierował uwagę na temat odwagi, wzywał do tego, by w różnych sytuacjach życiowych pozostawać odważnym i walczyć z przeciwnościami oraz jak zasady biblijne pomagają rozwijać odwagę potrzebną w dzisiejszym chaotycznym świecie. Według organizatorów – Ciała Kierowniczego Świadków Jehowy – kongres miał na celu przypomnieć, że odwaga nie zależy od osobistych predyspozycji, źródłem prawdziwej odwagi jest Jehowa.

## Kongresy specjalne
W ramach serii zaplanowano kongresy specjalne w Gruzji: Tbilisi; Mozambiku: Maputo; Norwegii: Oslo; Papui-Nowej Gwinei: Port Moresby; Peru: Lima; Sri Lanka: Kolombo oraz na Ukrainie: Lwów. Pozostałe kongresy w przeszło 180 krajach.

### Kongres specjalny w Gruzji
W dniach od 20 do 22 lipca 2018 roku w Tbilisi odbył się pierwszy w kraju kongres specjalny z udziałem prawie 2500 zagranicznych delegatów z 18 krajów, m.in. z Armenii, Azerbejdżanu, Bułgarii, Grecji, Hiszpanii, Polski, Rosji, Stanów Zjednoczonych, Turcji, Turkmenistanu i Ukrainy. Program był jednocześnie przedstawiany w językach: angielskim, gruzińskim i rosyjskim. W głównym obiekcie kongresowym, Pałacu Olimpijskim, zebrały się 7002 osoby. Program transmitowano do około 80 innych miejsc na terenie Gruzji. Łączna liczba obecnych wyniosła 21 914, a 208 osób ochrzczono. Ciało Kierownicze Świadków Jehowy reprezentował Stephen Lett.

### Kongres specjalny w Mozambiku
W dniach 21–23 września 2018 roku w Maputo odbył się kongres specjalny pod hasłem z udziałem członków Ciała Kierowniczego Kennetha Cooka i Marka Sandersona oraz 2727 zagranicznych delegatów z Angoli (95 delegatów), Brazylii (362), Francji (386), Kenii (94), Korei Południowej (134), Malawi (46), Portugalii (195), Tanzanii, Stanów Zjednoczonych (1088), Zambii (65) i Zimbabwe (101). Program był jednocześnie przedstawiany w językach: angielskim, portugalskim, mozambickim migowym, chopi, tonga (Mozambik), tsonga i tswa oraz był transmitowany do 18 innych miejsc w Mozambiku, z czego skorzystały 110 534 osoby. Łącznie ochrzczono 1685 osób, w tym 981 na kongresie specjalnym w Maputo. Pierwszego dnia kongresu ogłoszono wydanie Chrześcijańskich Pism Greckich w Przekładzie Nowego Świata w językach sena i tswa.

### Kongres specjalny w Norwegii
Od 6 do 8 lipca 2018 roku w Oslo odbył się kongres specjalny z udziałem zagranicznych delegacji z Australii, Finlandii, Holandii, Japonii, Nepalu, Stanów Zjednoczonych i Wielkiej Brytanii. Program był jednocześnie przedstawiany w językach: angielskim i norweskim.

### Kongres specjalny w Papui-Nowej Gwinei
Od 20 do 22 lipca 2018 roku w Port Moresby odbył się kongres specjalny z udziałem zagranicznych delegacji z Australii, Francji, Nowej Zelandii i Stanów Zjednoczonych. Program był jednocześnie przedstawiany w językach: angielskim, tok-pisin, hiri motu i melanezyjskim migowym. 20 lipca ogłoszono wydanie pełnej edycji Pisma Świętego w Przekładzie Nowego Świata w języku tok-pisin.

### Kongres specjalny w Peru

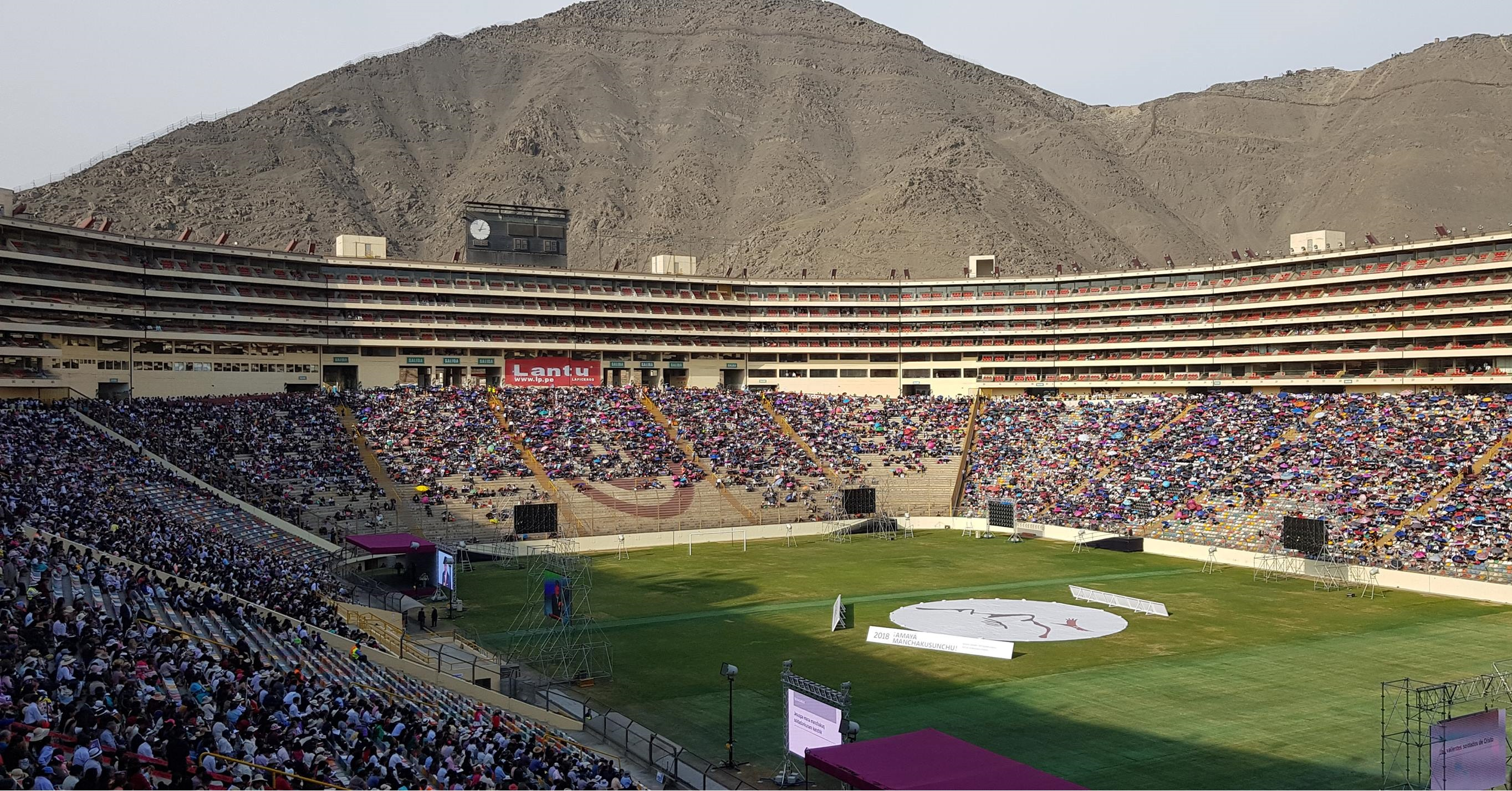
Kongres specjalny pod hasłem „Bądź odważny!” w Limie

Od 23 do 25 listopada 2018 roku na Estadio Monumental w Limie odbył się kongres specjalny z udziałem 3400 zagranicznych delegacji m.in. z Argentyny, Boliwii, Chile, Ekwadoru, Kolumbii, Meksyku, Paragwaju, Południowej Afryki, Stanów Zjednoczonych i Urugwaju. Najwyższa liczba obecnych na tym stadionie oraz w czterech innych miejscach wyniosła 66 254. Ogółem ochrzczono 719 osób. Program był jednocześnie przedstawiany w językach: angielskim, hiszpańskim i keczua (Ayacucho). Ciało Kierownicze Świadków Jehowy reprezentował Samuel Herd.

### Kongres specjalny w Sri Lance
W dniach 6–8 lipca 2018 roku w kompleksie sportowym Sugathadasa w Kolombo odbył się kongres specjalny z udziałem przeszło 3500 zagranicznych delegatów z Indii, Indonezji, Mjanmy, Tajlandii, Stanów Zjednoczonych, Wielkiej Brytanii i Włoch. Program był jednocześnie przedstawiany w językach: angielskim, syngaleskim, tamilskim i lankijskim migowym. Był to pierwszy kongres specjalny o zasięgu międzynarodowym zorganizowany w tym kraju. Liczba obecnych wyniosła 14 121 osób. Ciało Kierownicze Świadków Jehowy reprezentował Anthony Morris (wówczas jego członek).

### Kongres specjalny na Ukrainie
Od 2 do 4 lipca 2018 roku we Lwowie odbył się kongres specjalny z udziałem przeszło 3000 zagranicznych delegatów z Białorusi, Czech, Kanady, Mołdawii, Niemiec, Rumunii, Słowacji, Stanów Zjednoczonych i Węgier. Program był jednocześnie przedstawiany w językach: angielskim, ukraińskim, rosyjskim i rosyjskim migowym. Liczba obecnych na stadionie Arena Lwów wyniosła 25 489, a 255 zostało ochrzczonych. Główne punkty programu były transmitowane na 15 innych stadionów i licznych Sal Królestwa w całym kraju. Programu wysłuchało ponad 125 000 osób, a 1420 zostało ochrzczonych. Ciało Kierownicze Świadków Jehowy reprezentował David Splane.

## Kongresy regionalne na świecie

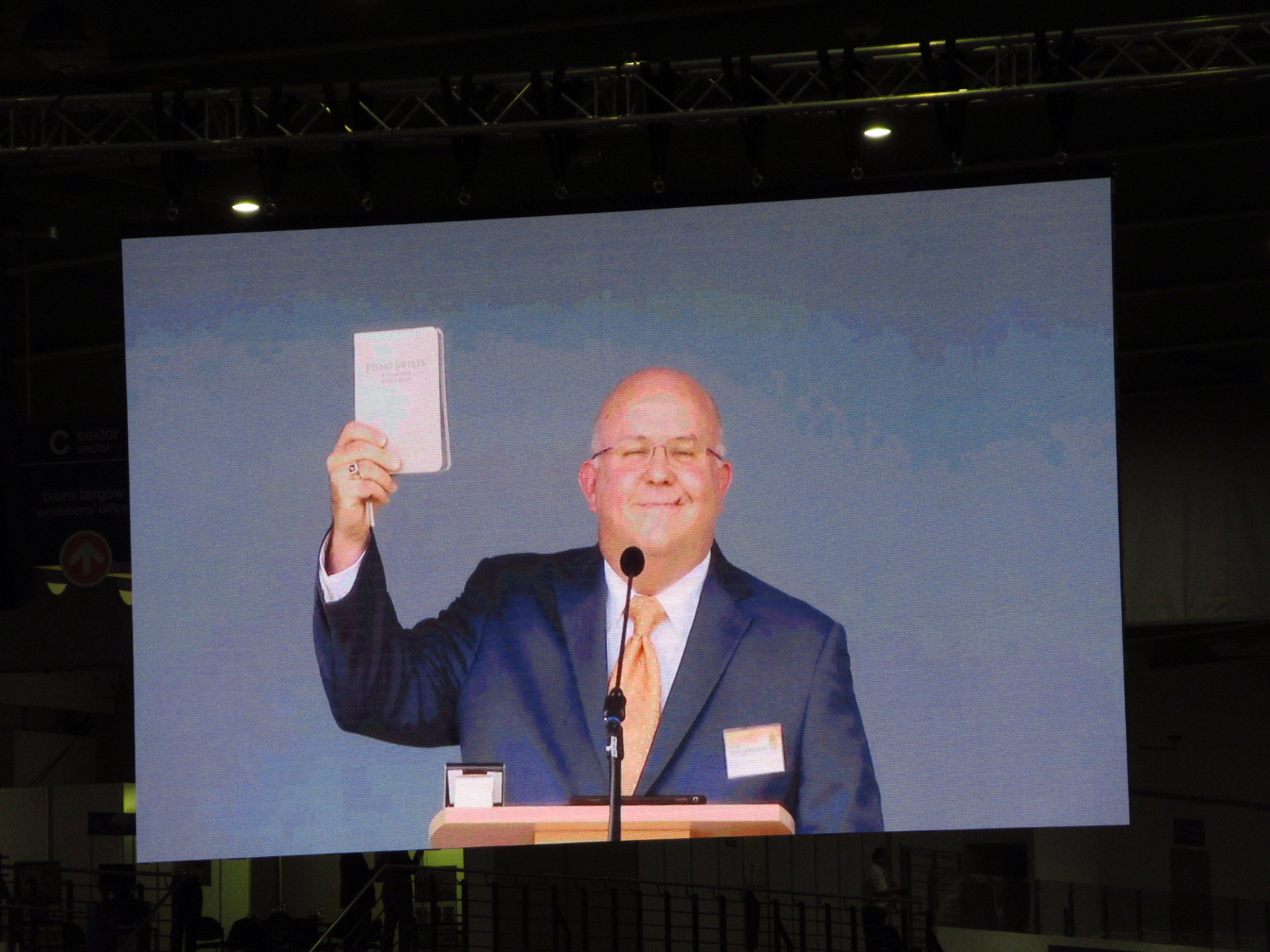
Mark Sanderson, członek Ciała Kierowniczego Świadków Jehowy ogłasza wydanie zrewidowanej edycji Pisma Świętego w Przekładzie Nowego Świata w j. polskim

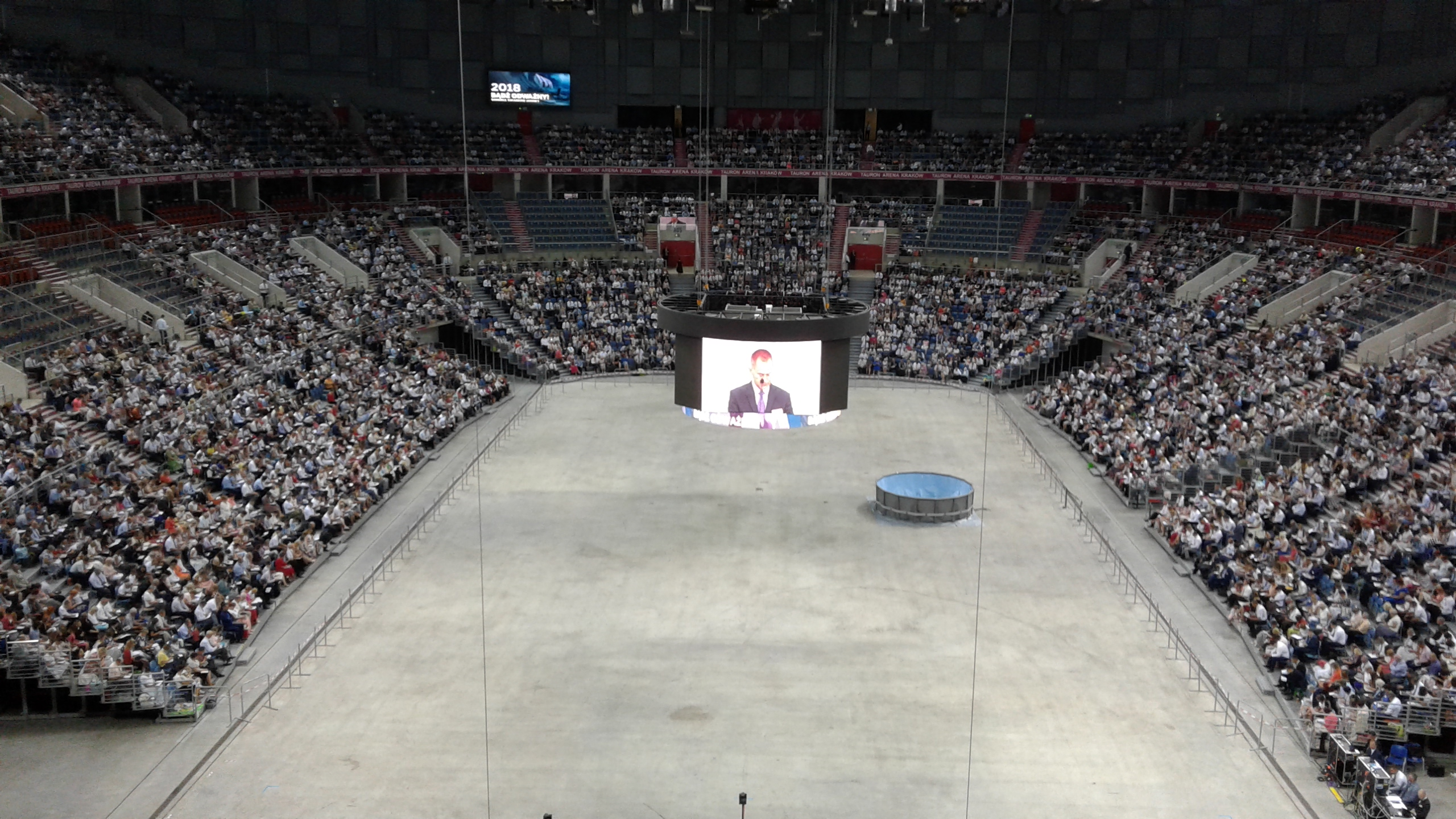
Kongres regionalny pod hasłem „Bądź odważny!” na Tauron Arena Kraków

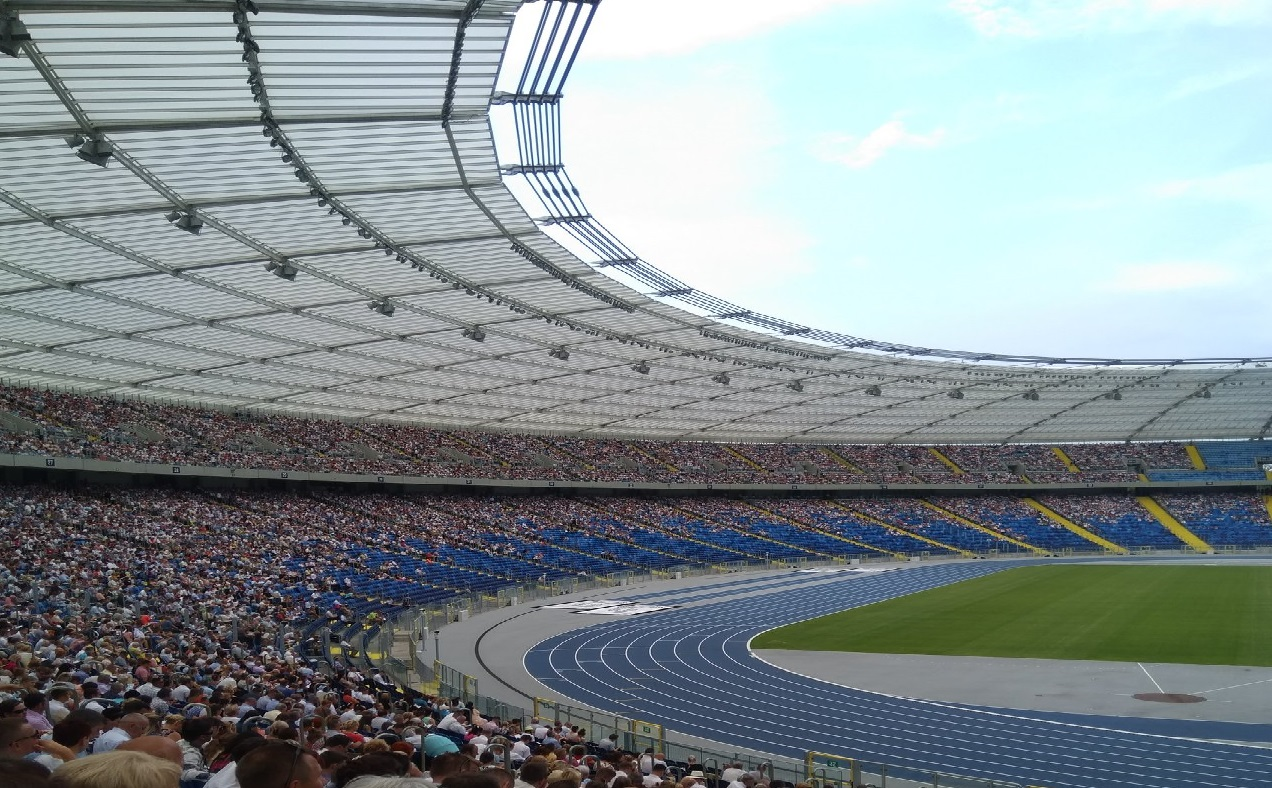
Kongres regionalny pod hasłem „Bądź odważny!” na Stadionie Ślaskim w Chorzowie

Kongresy regionalne zorganizowano w ponad 180 krajach.

### Polska
Kongresy odbyły się w 21 miastach Polski w 5 językach: polskim, angielskim, rosyjskim, ukraińskim i polskim migowym. Odbyło się 28 kongresów regionalnych. Wykłady z udziałem Marka Sandersona, członka Ciała Kierowniczego Świadków Jehowy, były bezpośrednio transmitowane do pozostałych dwunastu miejsc kongresowych.
W pierwszej serii 13 kongresów w dniach 10–12 sierpnia uczestniczyły 123 792 osoby, a 733 zostały ochrzczone. Odbyły się one w następujących miastach:
Warszawa, stadion Legii. W kongresie uczestniczyły zbory z województwa mazowieckiego, podlaskiego oraz osoby zainteresowane. W sumie ponad 13 tysięcy osób. 10 sierpnia 2018 w Warszawie członek Ciała Kierowniczego Mark Sanderson ogłosił wydanie zrewidowanej edycji Pisma Świętego w Przekładzie Nowego Świata w języku polskim opartej na wydaniu angielskim z 2013 roku. W nocnych pracach przygotowawczych brało udział przeszło 3000 wolontariuszy.
Chorzów, Stadion Śląski, około 25 tysięcy obecnych. Gdańsk, Ergo Arena. Koszalin, Hala Widowiskowo-Sportowa w Koszalinie. Kraków, Tauron Arena Kraków; 7650 obecnych, a 49 osób zostało ochrzczonych. Lublin, Arena Lublin, ponad 10 000 obecnych. Łódź, Atlas Arena; ponad 10 000 obecnych. Ostróda, Arena Ostróda. Poznań, Międzynarodowe Targi Poznańskie). Szczecin, Netto Arena; ponad 5600 obecnych. Toruń, Arena Toruń. Wrocław, Stadion Wrocław; 15 658 obecnych, 83 osoby zostały ochrzczone. Zielona Góra, CRS; 36 osób zostało ochrzczonych.
17–19 sierpnia (dodatkowe kongresy, retransmisja niektórych punktów programu z kongresu w Warszawie): Brzeg (Sala Zgromadzeń), Ełk (Hala Sportowo-Widowiskowa), Lublin (Sala Zgromadzeń), Łódź (Sala Zgromadzeń), Malbork (Sala Zgromadzeń), Mosty (Sala Zgromadzeń), Rzeszów (Hala Podpromie), Sosnowiec (Centrum Kongresowe Świadków Jehowy), Stęszew (Sala Zgromadzeń), Warszawa (Sala Zgromadzeń).

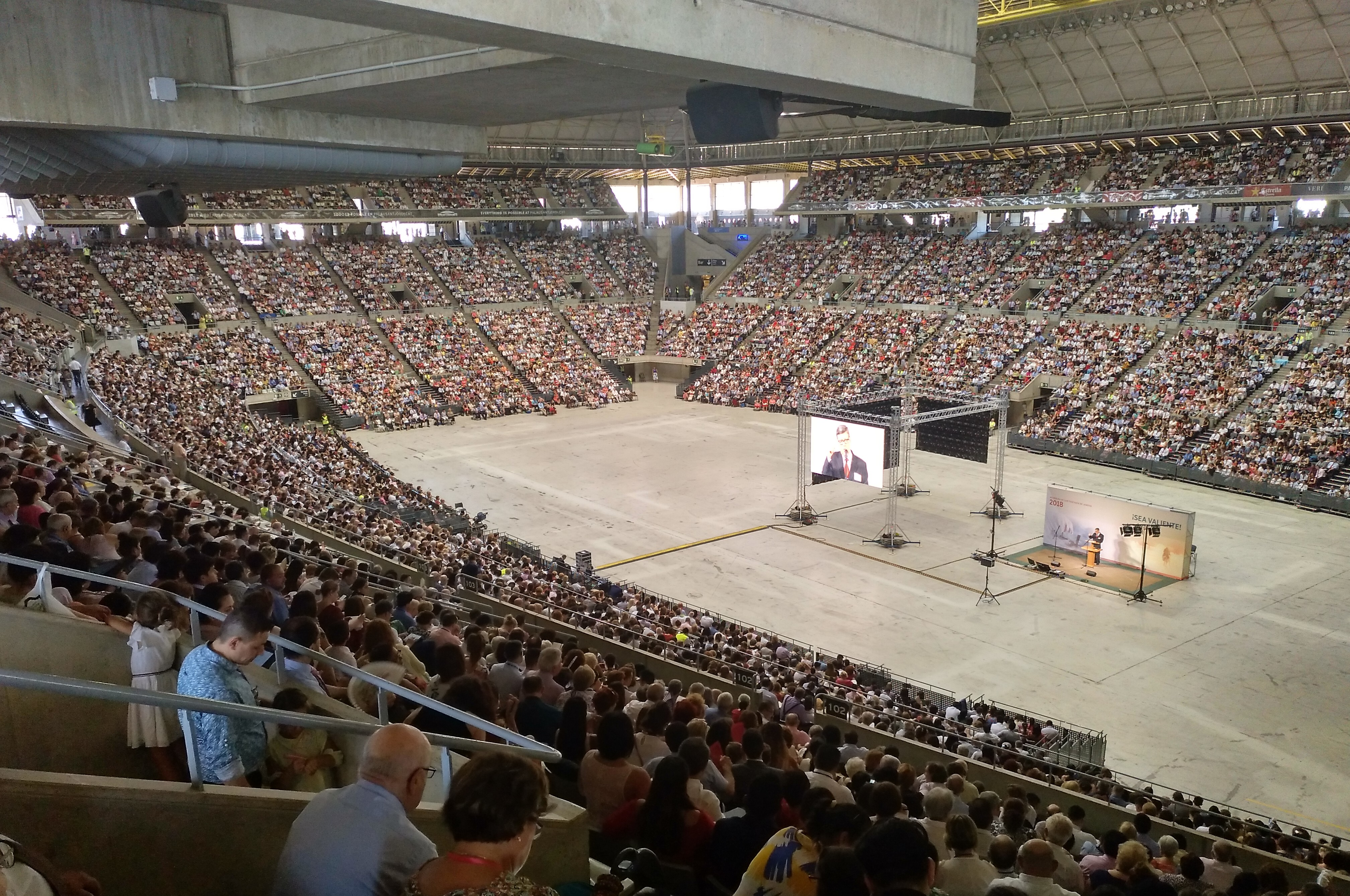
Kongres regionalny pod hasłem „Bądź odważny!” w Barcelonie

### Angola
14 września na kongresie regionalnym w Lubango ogłoszono wydanie Chrześcijańskich Pism Greckich w Przekładzie Nowego Świata w języku nyaneka.

### Demokratyczna Republika Konga
24 września na kongresie regionalnym w Lubumbashi ogłoszono wydanie Pisma Świętego w Przekładzie Nowego Świata w językach kiluba i suahili (Kongo).

### Filipiny
16 września na kongresie regionalnym w Manili ogłoszono wydanie zrewidowanej edycji Pisma Świętego w Przekładzie Nowego Świata w języku ilokańskim.

### Francja
20 lipca na kongresie regionalnym w Paryżu ogłoszono wydanie zrewidowanej edycji Pisma Świętego w Przekładzie Nowego Świata w języku francuskim.

### Kenia
14 września na kongresie regionalnym w Machakos ogłoszono wydanie Chrześcijańskich Pism Greckich w Przekładzie Nowego Świata w języku kamba. Tego samego dnia na kongresie regionalnym w Kiambu ogłoszono wydanie całego Pisma Świętego w Przekładzie Nowego Świata w języku kikuju.

### Południowa Afryka
31 sierpnia na kongresie regionalnym w Johannesburgu ogłoszono wydanie Ewangelii według Mateusza z Pisma Świętego w Przekładzie Nowego Świata w południowoafrykańskim języku migowym.

### Timor Wschodni
16 listopada na kongresie regionalnym w Dili ogłoszono wydanie Pisma Świętego w Przekładzie Nowego Świata w języku tetum (Dili).

### Wybrzeże Kości Słoniowej
10 sierpnia na kongresie regionalnym w Abidżanie ogłoszono wydanie Chrześcijańskich Pism Greckich w Przekładzie Nowego Świata w języku baule.

### Zimbabwe
24 sierpnia na kongresie regionalnym w Bulawayo ogłoszono wydanie Chrześcijańskich Pism Greckich w Przekładzie Nowego Świata w języku ndebele (Zimbabwe).

## Niektóre punkty programu
Trzydniowy program kongresu składał się z 54 części – przemówień, słuchowiska, wywiadów i krótkich filmów. W niektórych z nich przedstawiono sytuację prześladowanych Świadków Jehowy w Rosji.
Na zakończenie programu poinformowano o zaplanowanych na rok 2019 kongresach międzynarodowych (w tym w Warszawie).
- Słuchowisko Bądź odważny i silny i działaj”! (1 Krn 28:1–20; 1 Sam 16:1–23; 17:1–51)[61]
- Publiczny wykład biblijny: Jak nadzieja zmartwychwstania dodaje odwagi? (Mk 5:35–42;Łk 12:4, 5; J 5:28, 29; 11:11–14)

## Kampania informacyjna
Kongresy poprzedziła trzytygodniowa ogólnoświatowa kampania informacyjna – dwunasta tego rodzaju, polegająca na rozpowszechnianiu specjalnych zaproszeń na kongresy zorganizowane w ponad 180 krajach. Wstęp na kongresy był wolny, również bez zaproszeń.